# Episodi di Squadra Med - Il coraggio delle donne (quinta stagione)
La quinta stagione della serie televisiva Squadra Med - Il coraggio delle donne, composta da 22 episodi, è stata trasmessa negli Stati Uniti dal 13 giugno 2004 al 30 gennaio 2005 sul canale Lifetime.
| nº | Titolo originale                       | Titolo italiano             | Prima TV USA      | Prima TV Italia |
| -- | -------------------------------------- | --------------------------- | ----------------- | --------------- |
| 1  | Positive Results                       | Esiti positivi              | 13 giugno 2004    |                 |
| 2  | Touched by an Idol                     | Il tocco di un idolo        | 20 giugno 2004    |                 |
| 3  | Omissions                              |                             | 27 giugno 2004    |                 |
| 4  | Cape Cancer                            | Un paese malato             | 11 luglio 2004    |                 |
| 5  | Fractured                              | La frattura                 | 18 luglio 2004    |                 |
| 6  | Goodbye Slash Rest in Peace            | Arrivederci                 | 25 luglio 2004    |                 |
| 7  | Healing Touch                          | Medici di razza             | 1º agosto 2004    |                 |
| 8  | Bleeding Heart                         | Cuore sanguinante           | 8 agosto 2004     |                 |
| 9  | Prophylactic Measures                  | Misure preventive           | 15 agosto 2004    |                 |
| 10 | Life in the Balance                    | Vite in bilico              | 22 agosto 2004    |                 |
| 11 | Like Cures Like                        | Shock anafilattico          | 26 settembre 2004 |                 |
| 12 | Cinderella in Scrubs                   | Il camice di Cenerentola    | 3 ottobre 2004    |                 |
| 13 | Body Mass Increase                     | La dieta scolastica         | 10 ottobre 2004   |                 |
| 14 | Selective Breeding                     | Le bugie delle mamme        | 17 ottobre 2004   |                 |
| 15 | A Dose of Reality                      | Una dose di realtà          | 24 ottobre 2004   |                 |
| 16 | Graft                                  | Trapianto                   | 31 ottobre 2004   |                 |
| 17 | Code                                   | Codice genetico             | 5 dicembre 2004   |                 |
| 18 | Virgin Birth                           | Regalo di Natale            | 12 dicembre 2004  |                 |
| 19 | Foreign Bodies                         | Circolazione extra corporea | 9 gennaio 2005    |                 |
| 20 | First Response                         | Primo intervento            | 16 gennaio 2005   |                 |
| 21 | Implants, Transplants, and Cuban Aunts |                             | 23 gennaio 2005   |                 |
| 22 | Cutting the Cord                       | Cordone ombelicale          | 30 gennaio 2005   |                 |